# پرتره‌ی مرد ناتمام
کتاب پرتره مرد ناتمام مجموعه هشت داستان کوتاه از امیرحسین یزدان‌بد است. این اثر برگزیده جایزه هوشنگ گلشیری، نامزد جایزه روزی روزگاری، برگزیده جایزه گام اول و همچنین نامزد جایزه منتقدان و نویسندگان مطبوعات است.

## معرفی
کتاب پرتره مرد ناتمام مجموعه ۸ داستان کوتاه است. «یک دقیقه روی سفیدی سرد دوکی شکل»، «فردا بر می‌گردم»، «دادزن»، «برای مارسیای رذل عزیز»، «چیزی شبیه سونیا»، «الترالایت»، «هنوز یوسف» و «جنوار» عنوان داستان‌های این مجموعه است. چاپ نخست این اثر سال ۱۳۸۸ در نشر چشمه منتشر شده‌است. تاکنون پنج بار تجدید چاپ شده‌است. مهرداد ناصری شخصیت اصلی این کتاب است که در داستان‌های مختلف این مجموعه حضور دارد. داستان هشتم «جنوار» طولانی‌ترین داستان مجموعه، کاملاً متفاوت با داستان‌های دیگر است و نگاهی به گذشته زندگی پدربزرگ مهرداد ناصری دارد. در داستان «جنوار» نویسنده سرنوشت هر یک از افراد بشر را نتیجه کارها و اشتباهات نسل گذشته می‌داند.

## جوایز
- برگزیده چهارمین دوره جایزه ادبی گام اول ۱۳۸۹[۹]
- برگزیده یازدهمین دوره جایزه هوشنگ گلشیری در بخش مجموعه داستان اول ۱۳۸۹[۱۰]
- نامزد یازدهمین دوره جایزه منتقدان و نویسندگان مطبوعات در بخش مجموعه داستان ۱۳۸۹[۱۱][۱۲]
- نامزد چهارمین دوره جایزه ادبی روزی روزگاری[۱۳][۱۴]

## نقد و بررسی
کتاب پرتره مرد ناتمام بارها در نشست‌های ادبی و نشریه‌ها یا در گفتگو با نویسنده اثر مورد نقد و بررسی قرار گرفته‌است.
مهام میقانی نویسنده و منتقد ادبی دربارهٔ این مجموعه داستان گفت: «من بشخصه در زمینه داستان کوتاه معاصر، دو رویکرد را می‌بینم، اول رویکرد تحت تأثیر فرهنگ انگلیسی‌زبان و دومی تحت تأثیر فرهنگ و خاک اروپا. در کشور ما هر دو رویکرد وجود دارد ولی حضور و تأثیر رویکرد اروپایی در سال‌های اخیر بیشتر بوده‌است. اما داستان‌های کوتاه یزدان‌بد حد فاصل این دو هستند.»
میلاد ظریف داستان‌نویس دربارهٔ این مجموعه نوشت: «در کتاب پرتره مرد ناتمام نگاه به زن به عنوان عاملی برای رسیدن به امیال سخیف و بی‌ارزش (زمین و املاک) توسط مردانی در فضای مرد سالار آن برهه تاریخی در داستان کاملاً به نثر درآمده و به قول بودریار با از بین رفتن ارزش مبادله (در این‌جا زن) ارزش مصرف هم از بین می‌رود. پس ما در اینجا با دو نوع پایین آمدن ارزش مصرف (از نوع زنانه‌اش) روبرو هستیم: یکی روایتی و دیگری تاریخی. نویسنده به خوبی شهوت خواننده را تحریک و به موقع کنترل می‌کند. به گونه‌ای که خواننده را با نوع دیگر از شمایل زن اثیری داستان روبرو می‌کند.»